# Viking Lanje
Hugo Viking Reinhold Lanje, 16 juli 1914 i Hasslöv i Halland, död 1976, var en svensk målare. 
Han var son till köpmannen Otto Bernhard Larsson och Christina Persson och från 1946 gift med Signe Lanje. Han valde i sin ungdom mellan att satsa på sitt fiolspelande eller konsten och efter en viss påverkan från sin kusin Martin Larsson valde han att utbilda sig till kyrkokonservator. Han studerade konst för Albert Eldh i Göteborg och Othon Friesz i Paris 1933 samt vid Otte Skölds målarskola 1934 och på Konsthögskolan i Stockholm 1935-1941 samt för André Lhote i Paris 1954. Han företog ett flertal studieresor bland annat till Mexiko, Amerika, Nederländerna, Belgien och England. Separat ställde han ut i Halmstad 1945 och ställde därefter ut separat i bland annat Falkenberg och Laholm. Han medverkade i samlingsutställningar med Sveriges allmänna konstförening och Hallands konstförenings höstutställningar sedan 1946. En retrospektiv utställning med hans konst visades på Teckningsmuseet i Laholm 2005. Bland hans offentliga arbeten märks en altartavla för Böne kyrka i Västergötland. Hans konst består av figurer, porträtt och landskapsmålningar från Halland och Spanien i olja, tempera, akvarell och pastell. Lanje är representerad vid Hallands läns landsting.  